# Улица Чапаева (Екатеринбург)
У́лица Чапа́ева (до 1920-х годов — Архиере́йская улица (еще ранее Заимка, Береговая Толстиковская, 1-я Береговая, Рязановская), в 1920-е — Де́тский городо́к) расположена между улицами Декабристов и Авиационной в Центральном и Южном жилых районах Екатеринбурга (Ленинский и Чкаловский административные районы). Протяженность улицы с севера на юг составляет 1200 м. Улица Чапаева состоит из участков от улицы Декабристов до улицы Фрунзе и от улицы Циолковского до Авиационной улицы, на других участках улица теряется среди дворовых пространств многоэтажной жилой застройки и застройки Южного трамвайного парка. Своё современное название улица получила в честь командира РККА В. И. Чапаева.

## История и достопримечательности
Застройка Архиерейской улицы была начата в конце XVIII века — на прилегающей к ней территории строились кожевенные, салотопенные, мыловаренные, свечные предприятия и отдельные дома (дом Грушевцова и другие). В начале следующего века на этом участке были построены усадьбы Щепетильникова, Дубровина, Я. М. Рязанова. В честь последнего улица стала носить имя Рязановской. С 1826 года по распоряжению городских властей все промышленные заведения начинают переноситься за пределы Екатеринбурга, происходит смена облика улицы, перепланировка усадеб, строительство новых особняков в классических и эклектических формах, благоустраиваются берега реки Исети.
Во второй половине XIX века на улице сложился ансамбль усадеб, отнесённых к памятникам архитектуры: усадьба М. А. Нурова, дом Афониных, усадьбы П. М. и Е. М. Ошурковых, дома М. М. Ошуркова, И. Д. Баландина, усадьба Давыдовых. На углу Архиерейской улицы и Архиерейского переулка на основе бывшего дома Рязанова была построена резиденция Екатеринбургского епископа (позже архиерея) с Крестовой церковью и большим Архиерейским садом.
Участок между улицей Большакова (Болотной) и 2-й Загородной (Фрунзе) застраивался в конце XIX века и выходил на Цыганскую площадь. Все прочие участки улицы застраивались после 1924 года. В 1920-е годы в зданиях по улице разместились детские учреждения, в связи с чем улица получила название Детский городок. В доме по адресу Чапаева, 11 с 1914 по 1950 годы жил уральский писатель П. П. Бажов. Сейчас в этом доме располагается дом-музей писателя. На улице Чапаева также находятся редакция журнала «Уральский следопыт», библиотека им. Герцена, завод «Композит», пульмонологический центр, общежития УрГУ.

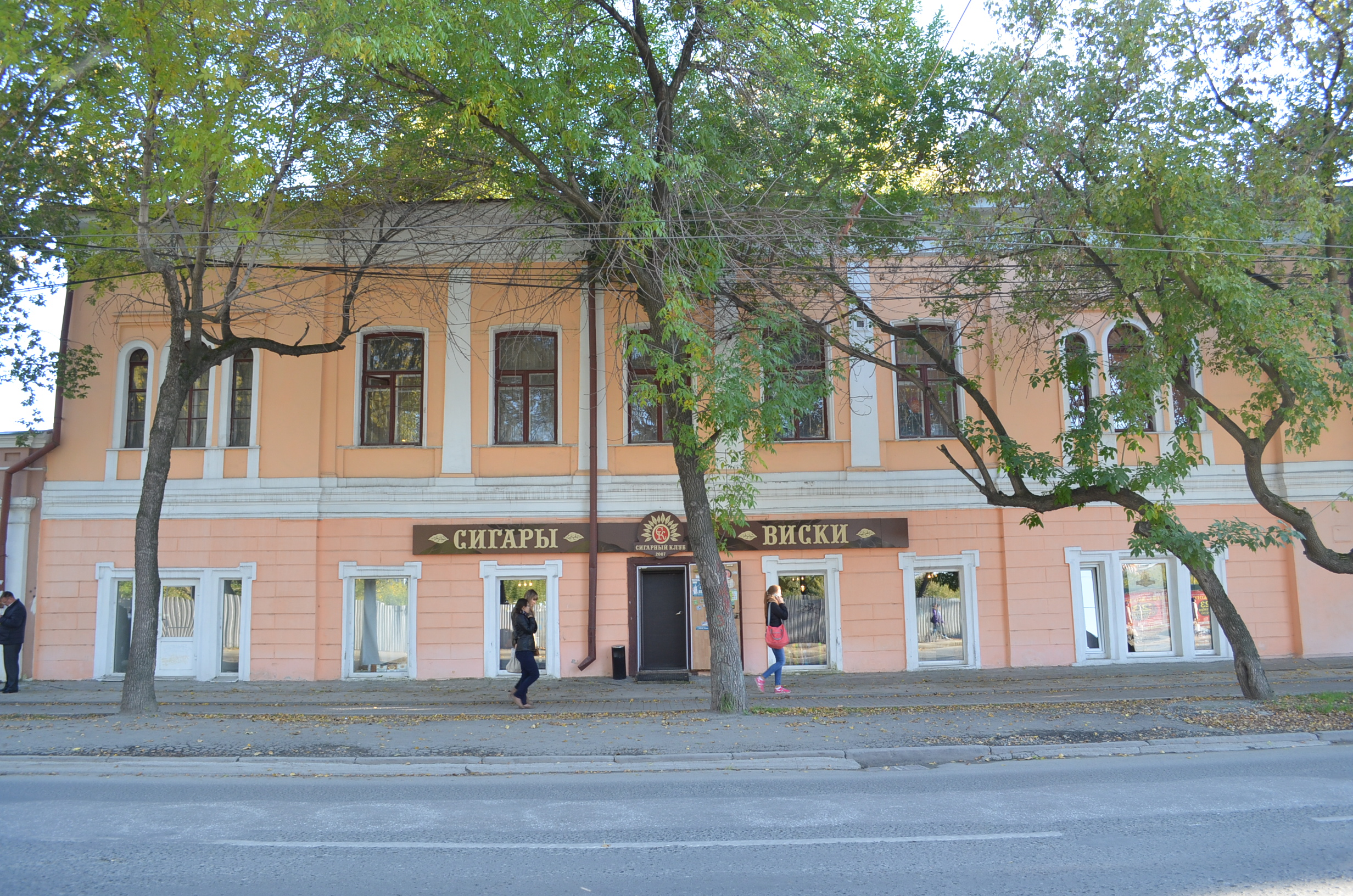
Усадьба Нурова (Чапаева, 1)
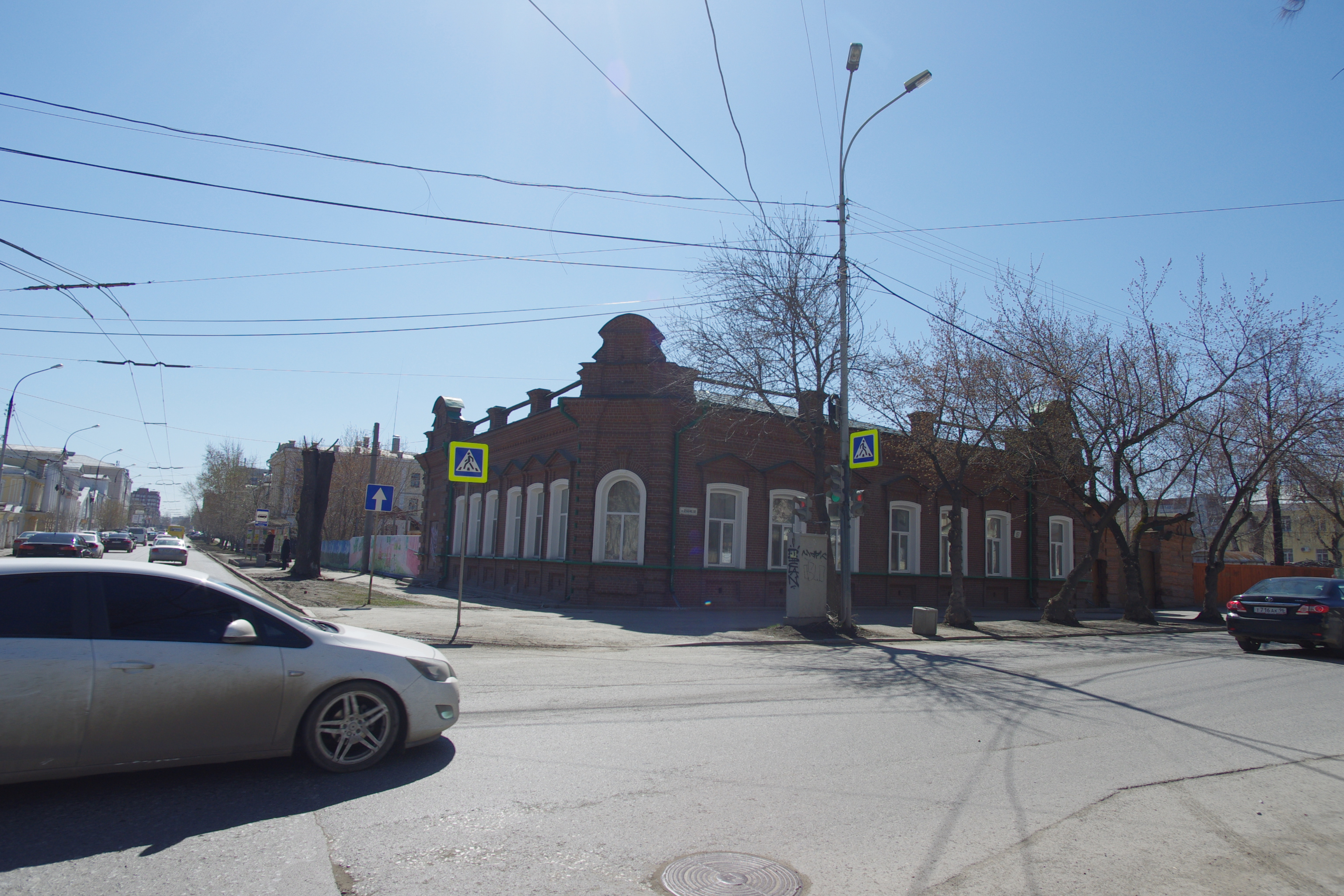
дом Афониных (Чапаева, 2)
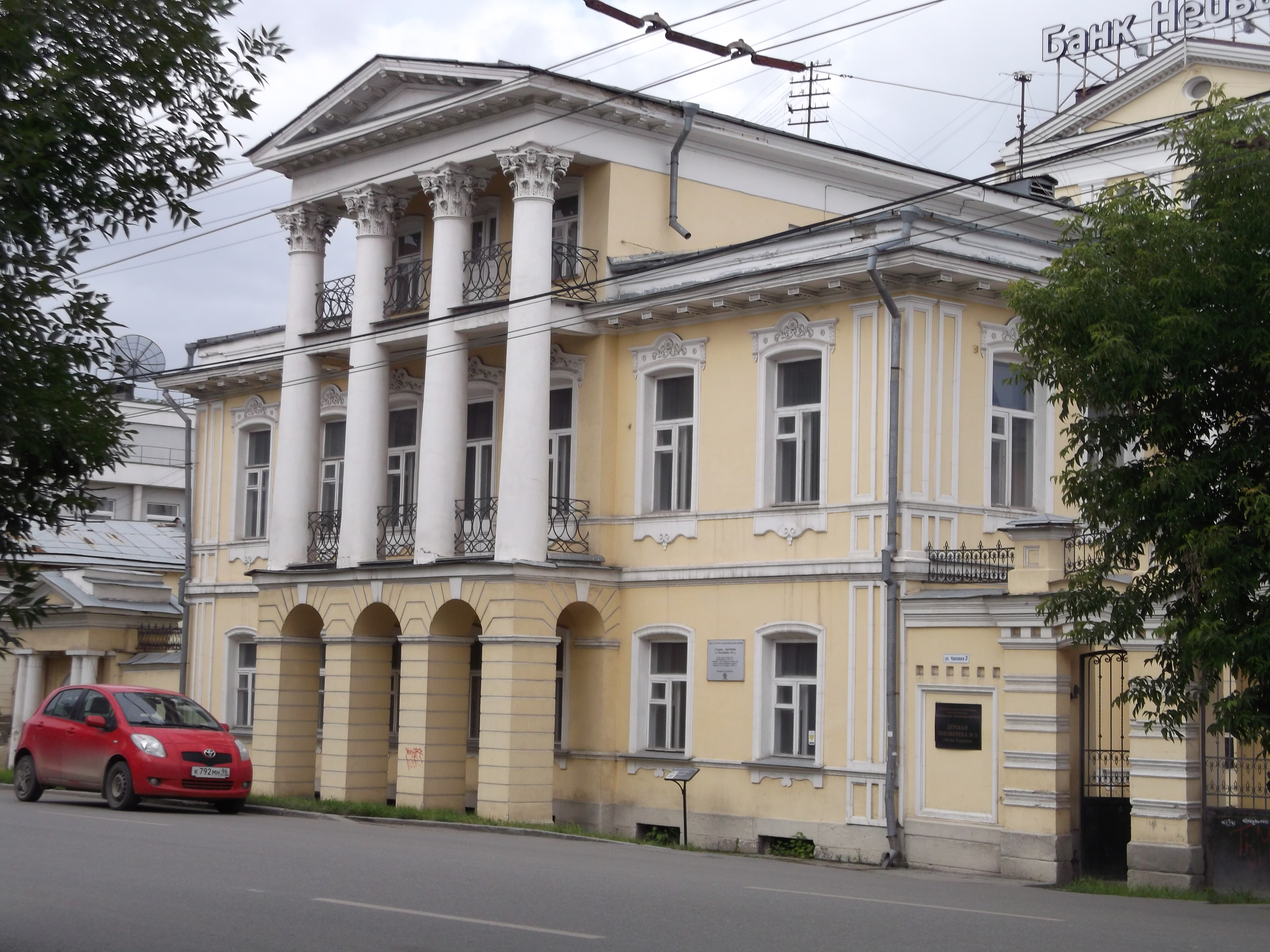
Усадьба П.М. Ошуркова[3] (Чапаева, 3)
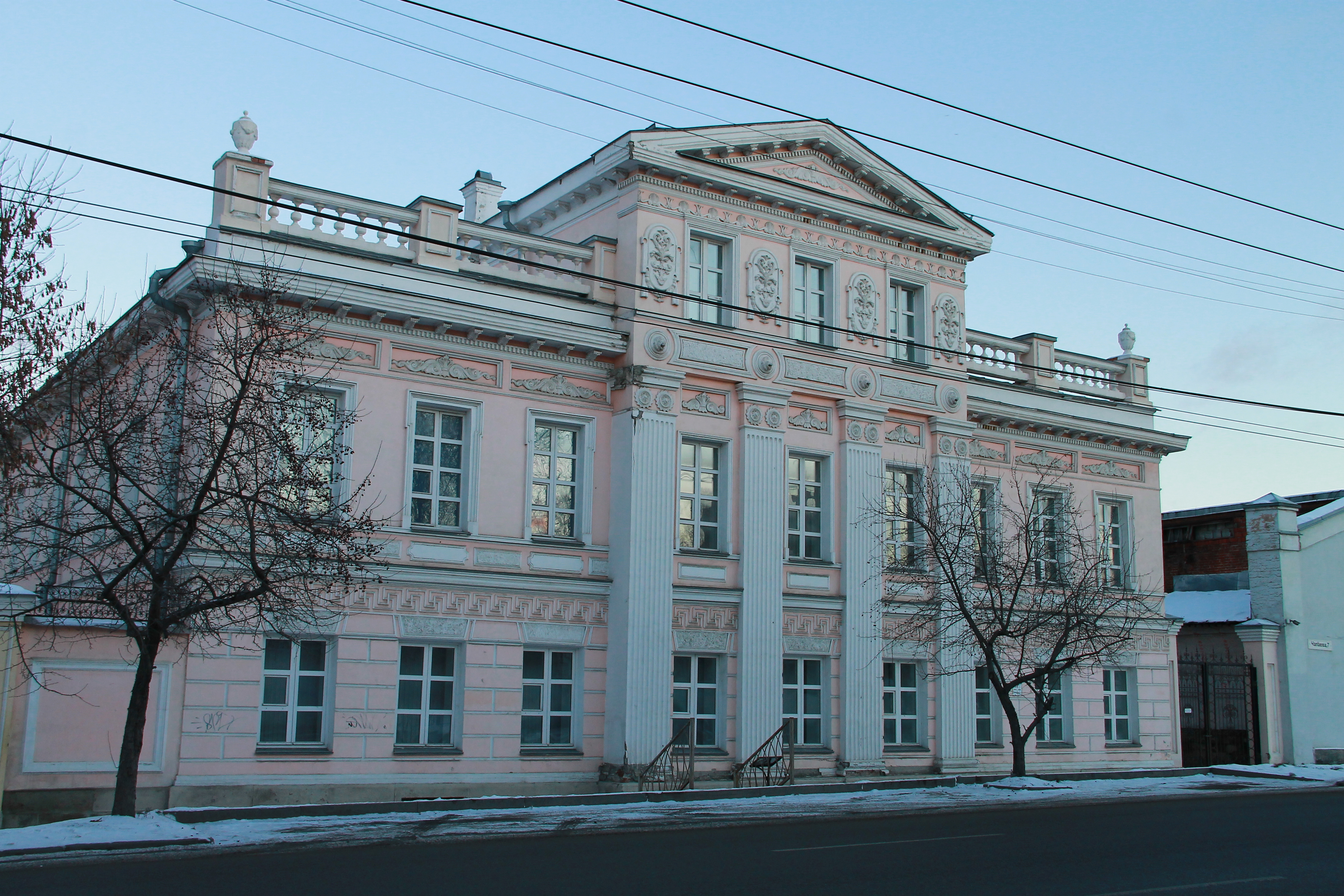
Усадьба Давыдовых (Библиотека им. Герцена, Чапаева, 5)
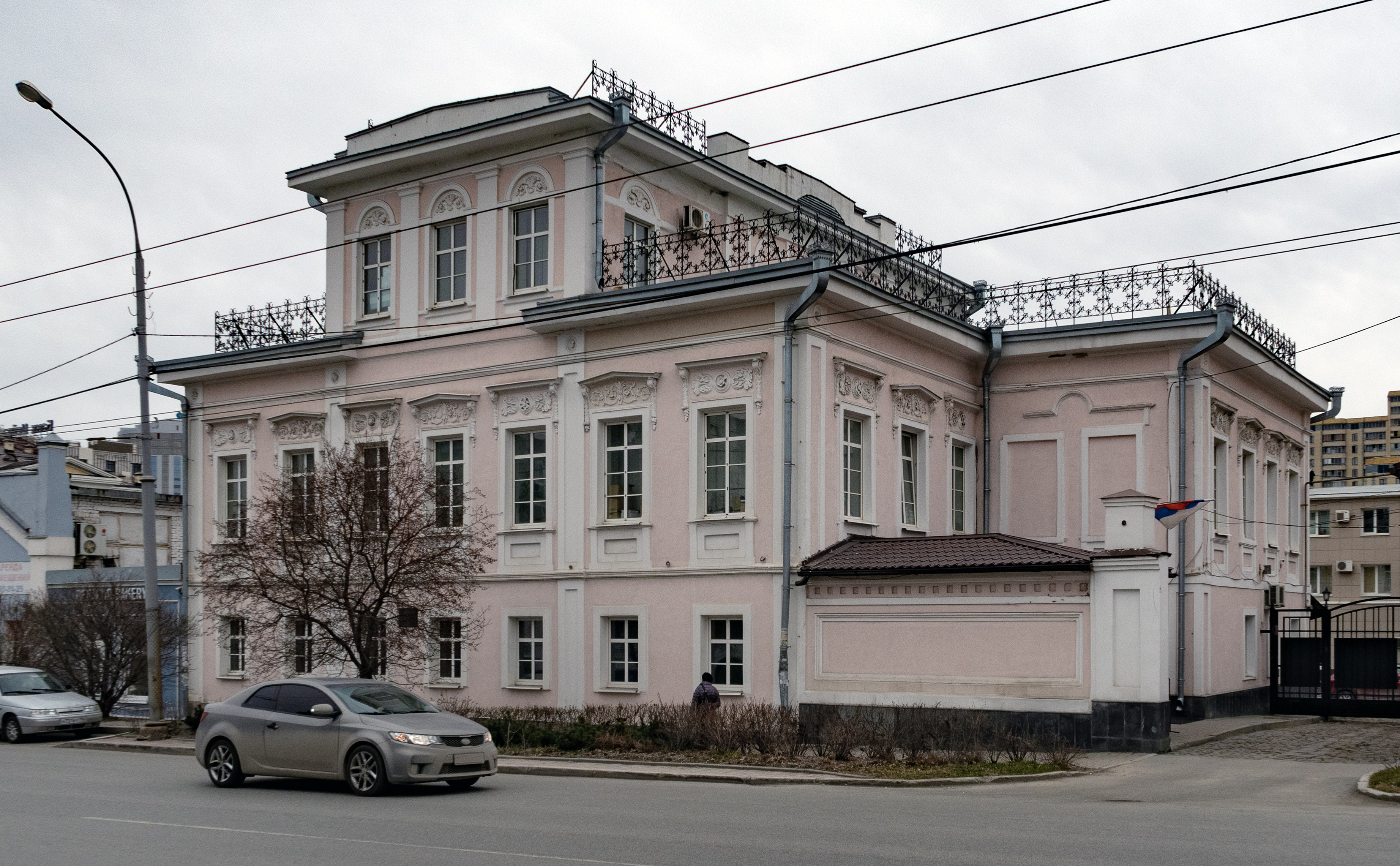
Усадьба И. Д. Баландина[4] (Чапаева, 7)
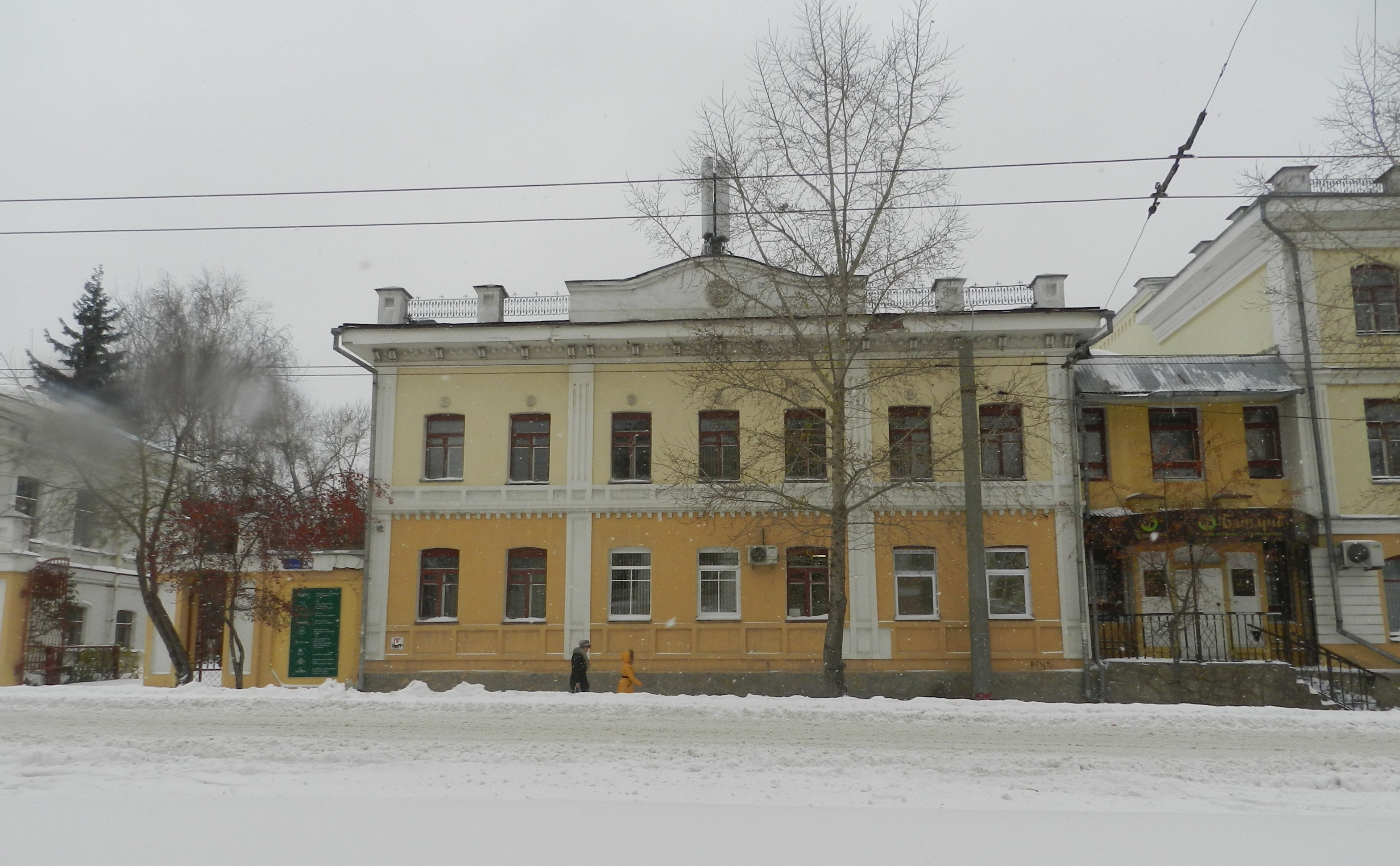
Усадьба Е.М. Ошуркова (Чапаева, 8)
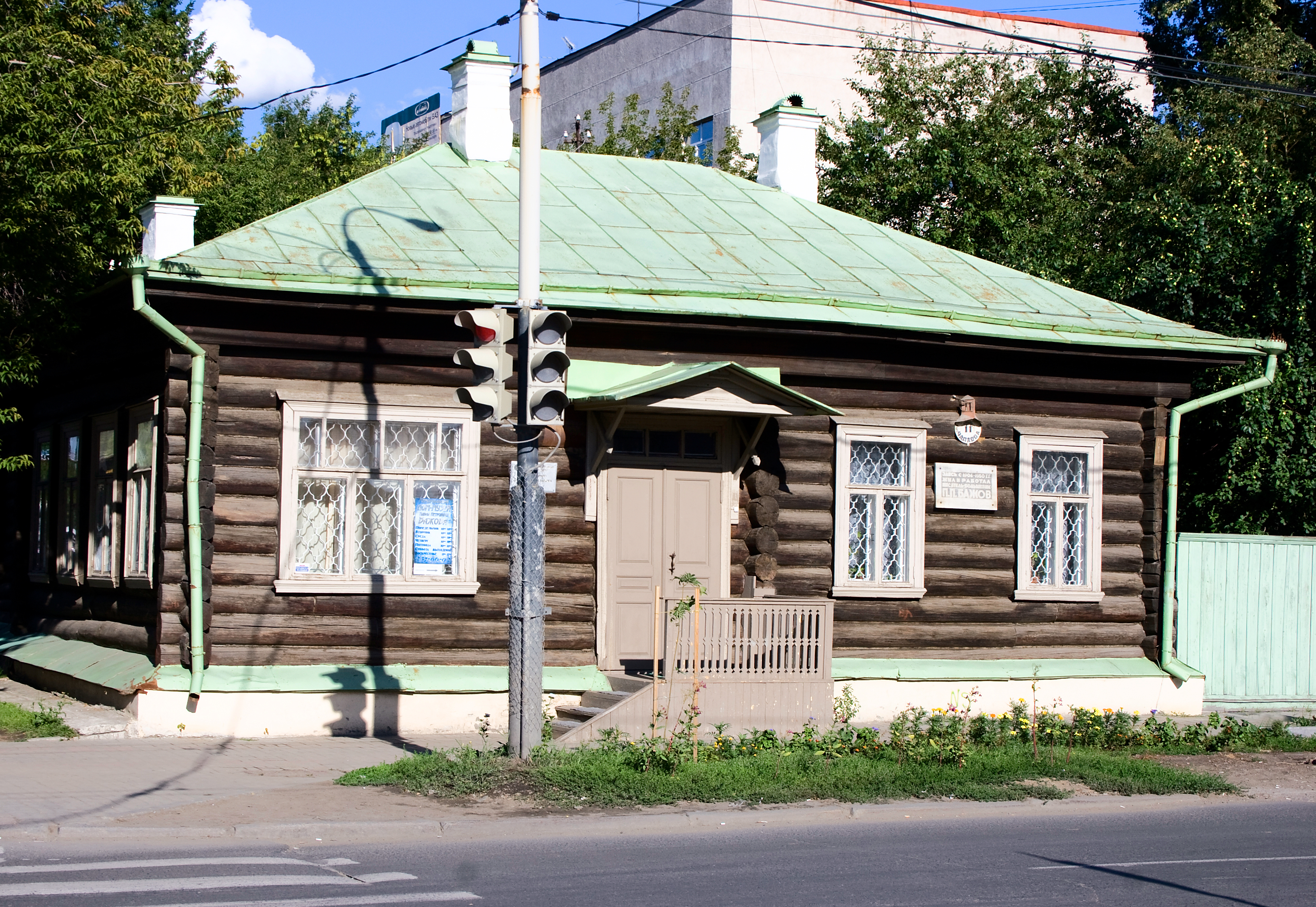
Дом-музей Бажова (Чапаева, 11)
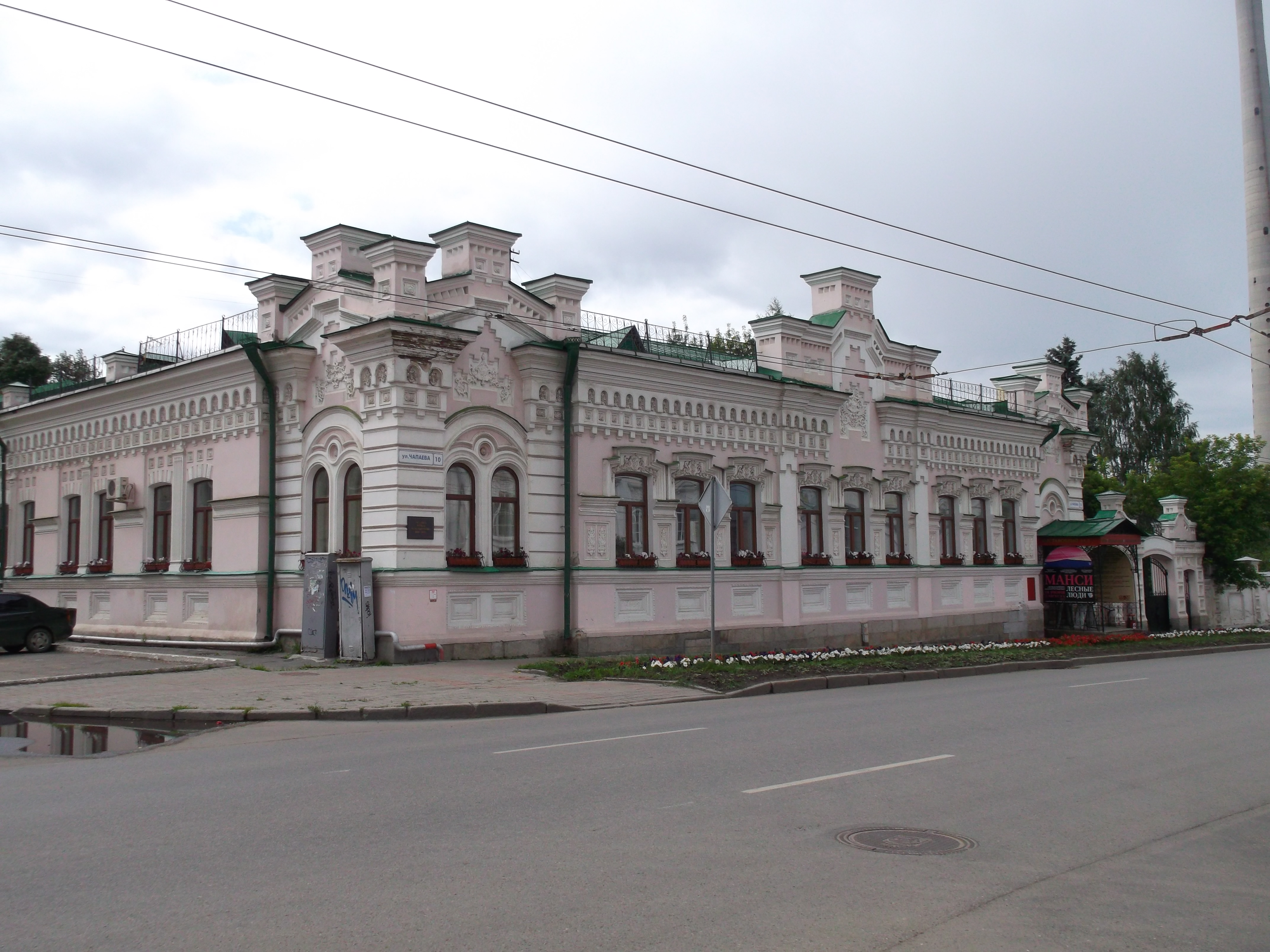
Усадьба М.М. Ошуркова (Чапаева, 14)